# Gimnàstica als Jocs Olímpics d'estiu de 1920 - concurs complet per equips
El concurs complet per equips va ser una de les quatre proves de gimnàstica artística que es van disputar als Jocs Olímpics d'Anvers de 1920. La prova tingué lloc entre el 23 i el 24 d'agost de 1920 i hi van prendre part 120 gimnastes de 5 nacions diferents. La competició es va celebrar a l'Estadi Olímpic d'Anvers.

## Medallistes
| Or     | Plata   | Bronze |
| Itàlia | Bèlgica | França |

## Format de la competició
Els equips estaven formats per entre 16 i 24 gimnastes que realitzaen els exercicis de manera simultània. Es podia aconseguir un màxim de 404 punts.
- Exercicis amb aparells
- Barra fixa
- Barres paral·leles
- Cavall amb arcs
- Exercicis amb obstacles (quatre obstacles de 70 cm).

## Classificació final
| Pos.   | Nació          | Gimnasta | Total   |
| ------ | -------------- | --- | ------- |
| Or     | Itàlia         | Arnaldo Andreoli, Ettore Bellotto, Pietro Bianchi, Fernando Bonatti, Luigi Cambiaso, Luigi Contessi, Carlo Costigliolo, Luigi Costigliolo, Giuseppe Domenichelli, Roberto Ferrari, Carlo Fregosi, Romualdo Ghiglione, Ambrogio Levati, Francesco Loi, Vittorio Lucchetti, Luigi Maiocco, Ferdinando Mandrini, Lorenzo Mangiante, Antonio Marovelli, Michele Mastromarino, Giuseppe Paris, Manlio Pastorini, Ezio Roselli, Paolo Salvi, Giovanni Tubino, Giorgio Zampori, Angelo Zorzi | 359,855 |
| Plata  | Bèlgica        | Eugène Auwerkeren, Théophile Bauer, François Claessens, Augustus Cootmans, François Gibens, Albert Haepers, Domien Jacob, Félicien Kempeneers, Jules Labéeu, Hubert Lafortune, Auguste Landrieu, Charles Lannie, Constant Loriot, Nicolaas Moerloos, Ferdinand Minnaert, Louis Stoop, Jean Van Guysse, Alphonse Van Mele, François Verboven, Jean Verboven, Julien Verdonck, Joseph Verstraeten, Georges Vivex, Julianus Wagemans                                                     | 346,765 |
| Bronze | França         | Georges Berger, Émile Bouchès, René Boulanger, Alfred Buyenne, Eugène Cordonnier, Léon Delsarte, Lucien Démanet, Paul Durin, Victor Duvant, Fernand Fauconnier, Arthur Hermann, Albert Hersoy, Alphonse Higelin, Auguste Hoël, Louis Kimpe, Georges Lagouge, Paulin Lemaire, Ernest Lespinasse, Émile Martel, Jules Pirard, Eugène Pollet, Georges Thurnherr, Marco Torrès, François Walker, Julien Wartelle, Paul Wartelle                                                           | 340,100 |
| 4      | Txecoslovàquia | Josef Bochníček, Ladislav Bubeníček, Josef Čada, Stanislav Indruch, Miroslav Klinger, Josef Malý, Zdeněk Opočenský, Josef Pagáč, František Pecháček, Robert Pražák, Václav Stolař, Svatopluk Svoboda, Ladislav Vácha, František Vaněček, Jaroslav Velda, Václav Wirt | 305,255 |
| 5      | Regne Unit     | Sidney Andrew, Albert Betts, Albert Cocksedge, J. Cotterell, William Cowhig, Sidney Cross, Horace Dawswell, J. E. Dingley, Sidney Domville, H. W. Doncaster, Reginald Edgecombe, W. Edwards, Henry Finchett, Bernard Franklin, J. Harris, Samuel Hodgetts, Stanley Leigh, G. Masters, Ronald McLean, O. Morris, E. P. Ness, A. E. Page, A. O. Pinner, E. Pugh, H. W. Taylor, J. A. Walker, Ralph Yandell                                                                              | 299,115 |